# Orędownik (Argentyna)
Orędownik – periodyk o charakterze religijnym adresowany do Polaków zamieszkujących prowincję Misiones w Argentynie. Ukazywał się w dwóch językach: polskim i hiszpańskim. 
Pierwszy numer czasopisma ukazał się 16 listopada 1924. Inicjatorem powstania gazety był Józef Mariański-Bayerlein. Pierwotnie redakcja Orędownika mieściła się w Azarze, a następnie w Posadas. Była to pierwsza gazeta prowincji Misiones, do czasu powstania El Territorio (2 czerwca 1925). 
Początkowo był dwutygodnikiem, następnie ukazywał się jako tygodnik. 16 lutego 1950 roku ukazało się ostatnie, 1022 wydanie gazety. 
Orędownik miał czytelników zarówno w prowincji Misiones i poza nią, między innymi w Brazylii, Kanadzie, Stanach Zjednoczonych, Niemczech, Belgii, Polsce, a nawet Mandżurii. 